# Altana
Die Altana AG (Eigenschreibweise: ALTANA) ist ein deutscher Chemiekonzern mit Sitz in Wesel, der 1977 durch die Ausgliederung von Unternehmensbereichen aus dem Varta-Konzern entstand.
Der Konzern gliedert sich in vier Geschäftsbereiche:
- BYK-Chemie (Lackadditive und Instrumente)
- Eckart  (Metalleffektpigmente und Metallic-Druckfarben)
- Elantas (Isolierstoffe für die Elektroindustrie)
- Actega (Lacke und Dichtungsmassen für die Verpackungsindustrie).

Der Konzern verfügt über 66 Produktionsstätten sowie über 69 Service- und Forschungslaborstandorte weltweit.

## Geschichte

Logo bis 2007

Von 1977 bis August 2010 war das Unternehmen an der Deutschen Börse in Frankfurt am Main notiert. Von 2002 bis 2007 war Altana auch an der New York Stock Exchange zum Handel zugelassen.
Am 19. Dezember 2006 stimmte die Mehrheit der Aktionäre dem Verkauf der Pharma-Sparte an das dänische Unternehmen Nycomed zu. Nycomed befindet sich im Besitz eines Investoren-Konsortiums, angeführt von Nordic Capital und Credit Suisse. Mit dem Verkauf der Pharmasparte mit Sitz in Konstanz gab Altana ein wichtiges Standbein auf. 9.000 der insgesamt rund 13.500 Konzern-Beschäftigten arbeiteten bei Altana in der Pharmasparte. Sie erwirtschafteten rund zwei Drittel des Gesamtumsatzes. Tatsächlich ging der bilanzierte Umsatz im Jahre 2006 um rund 60 Prozent zurück, stieg aber 2007 wieder um mehr als sechs Prozent.
Das Patent für den Hauptumsatzträger Pantoprazol der ehemaligen Pharmasparte lief in den Jahren 2009/2010 aus. Während der Vorstand der Altana die Abgabe des Pharmageschäfts mit Verzögerungen bei der Zulassung neuer Produkte, gestiegenen Forschungs- und Entwicklungskosten sowie hohen Anforderungen der Zulassungsbehörden in den USA und Europa begründete, vertraten Aktionärsschützer die Meinung, der Vorstand habe in den Jahren zuvor in zu geringem Maße in die Pharmasparte investiert und auch nicht rechtzeitig Nachfolgeprodukte entwickeln lassen, um so die vorhersehbaren Umsatzausfälle durch das Auslaufen des Patents auf Pantoprazol zum Ende des Jahrzehnts auffangen zu können.
Der Verkaufspreis der Pharmasparte lag bei 4,6 Milliarden Euro. Dieser Veräußerungsgewinn wurde vollständig an die Anteilseigner, die eine Sonderdividende von 33 Euro pro Aktie erhielten, ausgeschüttet. Kritisiert wurde, dass die Hauptaktionärin vom Verkauf der Pharmasparte am meisten profitiere.
Bis zum 1. Januar 2007 gliederte sich der Konzern in die Pharmasparte Altana Pharma AG, vormals Byk Gulden Lomberg Chemische Fabrik, mit Sitz in Konstanz und in die Spezialchemiesparte Altana Chemie AG mit Sitz in Wesel. Seit dem Verkauf der Pharmasparte an die dänische Nycomed operiert Altana ausschließlich in der Spezialchemie. Mit dieser Neugruppierung änderte sich auch das Firmenlogo, welches an alle Tochtergesellschaften weitergegeben wurde.
Am 6. November 2008 kündigte die Hauptaktionärin SKion GmbH ein öffentliches Übernahmeangebot in Höhe von 13 Euro je Aktie für alle restlichen Anteile an, worauf sich der Kurs erholte. Laut einem Unternehmenssprecher sei geplant, das Unternehmen aus dem Börsen-Handel zu nehmen. Dafür machte SKion den restlichen Aktionären am 9. November 2009 ein zweites Übernahmeangebot von 14 Euro je Aktie.
Am 30. Dezember 2008 teilte die Deutsche Börse mit, dass Altana mit Wirkung zum 6. Januar 2009 außerplanmäßig aus dem MDAX ausscheidet, da durch Aufstockung des Anteils von SKion der Streubesitzanteil unter zehn Prozent gefallen war. Im Juni 2010 hielt die SKion 95,04 % der Altana-Aktien.
Die Aktie wurde in Deutschland hauptsächlich an den Börsenplätzen Frankfurt und Stuttgart sowie im Xetra gehandelt; international war sie an der Londoner Börse und der NASD-Gruppe, der heutigen FINRA, zugelassen.
Nach der vollständigen Altana-Übernahme im Zuge eines Squeeze-outs durch SKion wurde mit Wirkung zum 27. August 2010 die Notierung der Aktien eingestellt.
Im August 2023 gab Altana bekannt, über ihre Tochter Elantas den Schweizer Konzern Von Roll zu erwerben und anschließend von der Börse zu nehmen.

## Produkte
Der Spezialchemiehersteller bietet diverse Problemlösungen mit den dazu passenden Spezialprodukten für Lackhersteller, Lack- und Kunststoffverarbeiter, die Druck- und Kosmetikindustrie sowie für die Elektroindustrie an. Das Produktprogramm umfasst Additive, Speziallacke und -klebstoffe, Effektpigmente, Metallic-Druckfarben, Dichtungs- und Vergussmassen, Imprägniermittel sowie Prüf- und Messinstrumente.